# Primal Fear
Primal Fear német heavy metal zenekar.

## Történet
1997-ben alapította a volt Gamma Ray tag Ralf Scheepers és a Sinnerből érkező Mat Sinner. 
A zenéjük tipikus germán metal, aminek alaphangulatát Scheepers Rob Halford hangjára emlékeztető erőteljes éneke és a helyenként szintetizátorral megtámogatott dinamikus, agresszív gitárjáték adja.

## Jelenlegi felállás
- Ralf Scheepers – ének
- Magnus Karlsson – gitár
- Alex Beyrodt – gitár
- Mat Sinner – basszusgitár
- Randy Black – dob

## Korábbi tagok
- Tom Naumann – gitár
- Klaus Sperling – dob

## Diszkográfia
- Primal Fear (1998)
- Jaws Of Death (1999)
- Nuclear Fire (2001)
- Black Sun (2002)
- Devil's Ground (2004)
- Seven Seals (2005)
- New Religion (2007)
- 16.6 (Before The Devil Knows You're Dead) (2009)
- Unbreakable (2012)
- Delivering the Black (2014)
- Rulebreaker (2016)
- Apocalypse (2018)
- Metal Commando (2020)
- Code Red (2023)
- Domination (2025)
- ezenkívül 2003-ban megjelent egy 160 perces DVD The History Of Fear címmel ami tartalmazott egy koncert CD-t és 2006-ban egy válogatásalbum Metal Is Forever - The Very Best of Primal Fear címmel.

## Videó
- Sign of fear[halott link]